# Samsung Galaxy M34 5G
O Samsung Galaxy M34 5G é um smartphone de gama média fabricado pela Samsung, parte da série Samsung Galaxy M.